# توشپا

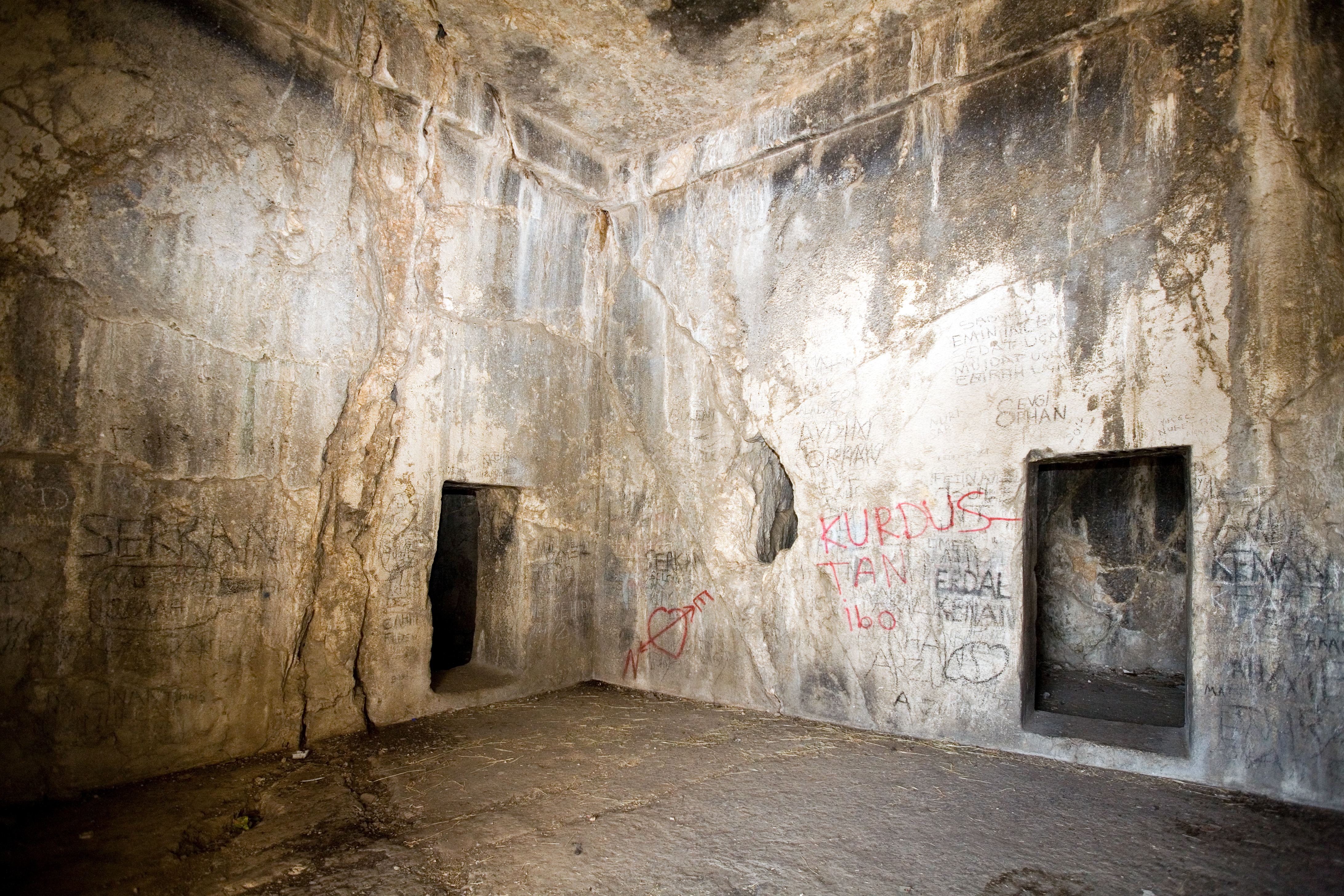
نمای کنونی درون یکی از سازه‌های توشپا

توشپا (به ارمنی کلاسیک:Տոսպ Tosp؛ به اکدی:Turuspa) نام شهری بوده که در سدهٰ نهم پیش از میلاد پایتخت دولت اورارتو بوده‌است. ویرانه‌های این شهر امروزه در غرب شهر وان در خاور دریاچه وان و در استان وان در کشور کنونی ترکیه جای‌گرفته‌است.